# Jud Buechler
Judson Donald Buechler (ur. 19 czerwca 1968 w San Diego) – amerykański koszykarz grający na pozycji niski skrzydłowy/rzucający obrońca. Trzykrotny mistrz NBA z drużyną Chicago Bulls, po zakończeniu kariery sportowej trener koszykarski.
Po ukończeniu University of Arizona w 1990  wybrany w drugiej rundzie draftu (z 38. numerem) przez Seattle Supersonics. Natychmiast został sprzedany do New Jersey Nets i spędził tam jeden sezon. Po krótkim pobycie w San Antonio Spurs następne dwa lata spędził w Golden State Warriors skąd, w 1994, trafił do Chicago Bulls. Tu, będąc wartościowym rezerwowym, zdobył trzykrotnie tytuł mistrzowski, w latach 1996-1998. Po odejściu Michaela Jordana i rozpadzie drużyny, Buechler przeniósł się na trzy lata do Detroit Pistons. Ostatni sezon spędził w klubach Phoenix Suns i Orlando Magic, gdzie zakończył karierę w 2002.
Karierę koszykarza godził z występami w meczach siatkówki plażowej, który to sport uprawia amatorsko do dziś.

## Osiągnięcia
Na podstawie, o ile nie zaznaczono inaczej.
NCAA
- Uczestnik:
  - NCAA Final Four (1988)
  - rozgrywek Sweet Sixteen (1988, 1989)
  - II rundy turnieju NCAA (1988–1990)
  - turnieju NCAA (1987–1990)
- Mistrz:
  - turnieju konferencji Pac-10 (1988–1990)
  - sezonu regularnego Pac-10 (1988–1990)
- Most Outstanding Player (MOP=MVP) turnieju konferencji Pac-10 (1990)
- Zaliczony do I składu:
  - Pac-10 (1990)
  - turnieju Pac-10 (1989, 1990)

NBA
- 3-krotny mistrz NBA (1996–1998)
- Zwycięzca turnieju McDonalda (1997)